# 塞尔马日
塞尔马日（法語：Sermages，法語發音：[sɛʁmaʒ]）是法国涅夫勒省的一个市镇，属于希农堡（城）区。

## 地理
塞尔马日（47°1'26"N, 3°50'37"E）面积22.07 平方千米，位于法国勃艮第-弗朗什-孔泰大區涅夫勒省，该省份为法国中部省份，北至约讷省，西北接卢瓦雷省，西接谢尔省，南至阿列省，东南接索恩-卢瓦尔省，东临科多尔省。
与塞尔马日接壤的市镇（或旧市镇、城区）包括：多马坦、莫村、穆兰昂日尔贝、莫尔旺地区圣伊莱尔、圣莱热德富日雷、圣佩勒斯。

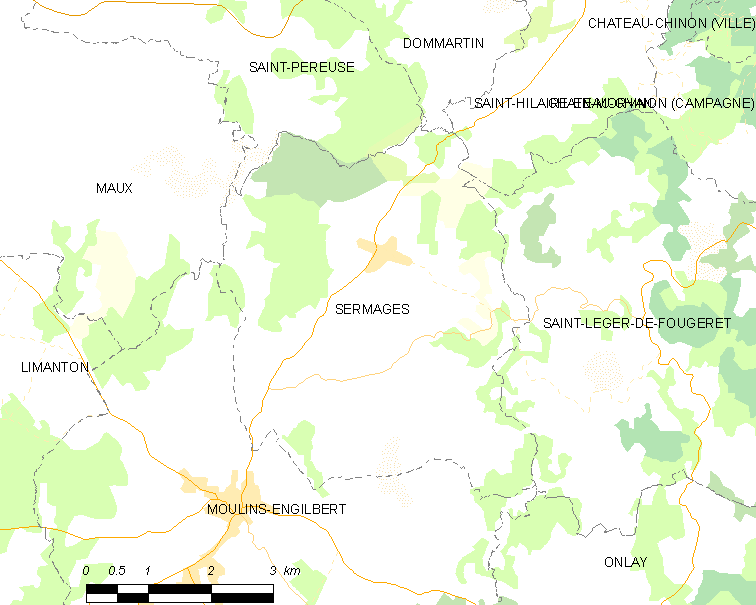
塞尔马日的OSM定位图

塞尔马日的时区为UTC+01:00、UTC+02:00（夏令时）。

## 行政
塞尔马日的邮政编码为58290，INSEE市镇编码为58277。

## 政治
塞尔马日所属的省级选区为吕济县。

## 人口

1962-2008年间塞尔马日人口变化图示

塞尔马日于2022年1月1日时的人口数量为191人。